# Юрченко Віталій
Віта́лій Ю́рченко (справжнє ім'я: Ю́рій (Георгій) Кара́сь-Гали́нський; 1900, с. Текуча, Черкаська область (на той час Київська губернія) — 1943, Корець) — сотник Армії УНР, публіцист.

## Біографія
Юрій Карась-Галинський народився 1900 року на півдні Поділля, в селі Текуча, нині Уманського району. Його батько рано помер, але Юрій зумів закінчити реальну школу у Вінниці. Тут його застала революція.
Згодом у Києві став студентом університету. Але навчався недовго. Працював у Інформаційному бюро Директорії. Невдовзі добровольцем вступив до студентського полку армії УНР. Через тиждень його відрядили до офіцерської школи в Кам'янці-Подільському. Не минув і місяць навчання, як курсантам наказали захищати Проскурів (нині Хмельницький) від більшовиків. Юрій Карась-Галинський воював по-геройському, тож швидко став сотником.
Після поразки армії УНР Юрій не склав зброї, а керував повстанськими загонами на Поділлі. Проте 1922 року боротьба втратила сенс. Через минуле Юрієві не вдалося закінчити Київський інститут народної освіти (так за радянської влади став називатися Київський університет).
Від 1923 року Карась-Галинський працює інспектором районної освіти, згодом — учителем української мови й літератури. Але в умовах колективізації радянська влада вирішила позбутися «попутчиків». 1929 року Юрія Карася-Галинського заарештували, а через декілька місяців вислали в «Управление Северных лагерей особого назначения ОГПУ» (УСЕВЛОН).
28 червня 1930 року Юрій Карась-Галинський і двоє його товаришів утекли з табору. Одного зі супутників охорона застрелила відразу, іншого через два тижні блукань болотами вполював агент для боротьби зі втікачами. А Карась-Галинський вижив. За місяць дійшов пішки до Вятки. Далі його підвезли молоді рибалки на плоту Вяткою. Потім були Москва, Київ, рідне Поділля.
Карась-Галинський розумів, що єдиний вихід для нього — перейти кордон. Хотів добратися до Львова, де мав намір навчатися в університеті. Родичі роздобули Карасеві-Галинському не зовсім надійні документи, з якими він безперешкодно доїхав до Вінниці. Там двоє друзів дитинства, які працювали на відповідальних посадах, купили йому велосипед і забезпечили надійними документами. Так Юрій доїхав до Кам'янця-Подільського. Щоб перейти кордон, потрібно було лише уникнути патрулів і переплисти Збруч. В останній момент Юрій занервував. Стрибнувши у Збруч із 15-метрової кручі, він пошкодив ногу, та все ж щасливо дістався на другий бік.
Загинув на початку 1943 року біля Корця від рук червоних партизанів.

## Творчість
Упродовж 1931—1932 років під псевдонімом «Віталій Юрченко» видавництво «Червона калина» у Львові видало автобіографічний роман Юрія Карася-Галинського «Шляхами на Соловки» в трьох частинах («Пекло на землі», «Червоний чад», «Зі Соловецького пекла на волю»; перевидано 1994 року).
У романі Віталій Юрченко писав:
| «Я твердо вірю, що Європа добачить львину долю зла-кризи в більшовизмі і не допустить імперіалістам московського інтернаціоналу в крові-вогні втопити цивілізацію віків, а на її струпілих попелищах створити нову еру — світ глумливого насилля й вандалізму. Я вірю, що весь Захід, збагнувши грізну небезпеку, завчасно схаменеться й на вівтар рятунку культури людства кине хатню гризню за матеріальні добра-посідання, вірю, що він сконсолідується і знищить ще неопірене царство-пекло червоно-дикої орди». |
Окремі видання:
- Юрченко В. Пекло на землі. Історичний роман-спогад / Упоряд. Р. Федорів, Оф. М. Яцків. –Львів: Червона калина, 1994. — 376 с.
- Юрченко В. Шляхами на Соловки. — Львів, 1931. — 231 с.
- Юрченко В. Зі соловецького пекла на волю. — Львів: Червона калина, 1931. — 287 с.

## Пам'ять
У 2010 роках у Черкаському обласному краєзнавчому музеї почала діяти експозиція, присвячена уродженцю села Текуча, що на Уманщині, сотника Армії УНР Юрія Тимофійовича Карася-Галинського (Віталія Юрченка).